# Stefano Maconi
Stefano Maconi, O. Cart, (FR)  Étienne Maconi, (Siena, 1347 – Certosa di Pavia, 7 agosto 1424) è stato un monaco cristiano, religioso e traduttore italiano, venerato come beato dall’Ordine certosino, che lo commemora l’8 dicembre.

## Biografia
Steafno Maconi nacque in una nobile famiglia senese, discendente dai conti Ugurgieri, figlio di Corrado di Leoncino di Squarcialeone e Giovanna di Stefano Bandinelli, di fede macedone. Fu eletto in politica dal 1373 al 1380.
Nel 1376 Maconi si rivolse a Caterina da Siena, al cui servizio si dedicò come segretario e si convertì al cattolicesimo. Quando Caterina si recò ad Avignone alla corte di papa Gregorio XI, questi fece parte del gruppo delle sue compagne e fu testimone in particolare delle estasi e dei digiuni che costituiscono uno degli aspetti caratterizzanti l'esperienza di Caterina da Siena, nonché degli incontri che ebbe con il pontefice. 
Alcune fonti attestano che Maconi non trascorse tutto il suo tempo con Caterina, contrariamente a quanto si crede, ma rimase a Siena per adempiere ai suoi obblighi verso la famiglia natale e ai suoi doveri politici. Ciò gli consentì di trasmettere messaggi a nome di Caterina nella zona di Siena al governo o ad affiliazioni esterne. Molte lettere sono indirizzate a lei, poiché occasionalmente lo inviava in missione, e a Caterina piaceva rimanere in contatto.
Maconi entrò nella Certosa di Pontignano, dove emise la professione il 25 marzo 1381. Nel 1383 ne divenne priore, poi visitatore della provincia d'Italia nel 1385. Nel 1390 fu priore della certosa di Garegnano. Suggerì al duca Gian Galeazzo Visconti la fondazione della certosa di Pavia.
Come tutti gli ordini religiosi, anche l'ordine certosino era allora diviso in due fazioni facenti capo rispettivamente ad Avignone e all'obbedienza romana. I certosini tedeschi e italiani sostenevano il Pontefice romano, e quelli di Francia e Spagna seguivano il papato avignonese. Papa Urbano VI trasferì la sede del Capitolo generale dell'Ordine certosino a presso la certosa di Seitz, dove rimase per quasi due decenni (1391-1410).
Maconi fu eletto nel 1398 priore generale dagli "urbanisti" dell'ordine con residenti a Seitz. Accettò l'incarico a condizione di rimanere libero di rinunciarvi non appena questo passo gli fosse sembrato necessario per il bene dell'unità e della pace. Maconi si mise in contatto con la Grande Chartreuse per tentare una riunificazione dell'ordine, ma comprese che era necessario attendere la fine del cosiddetto scisma d'Occidente.
Nel 1409, saputo che a Pisa, presso la certosa, si stava convocando un concilio generale, scrisse alla Grande Certosa per supplicare i colleghi di inviare due deputati con i quali desiderava raggiungere un accordo per ottenere l'agognato incontro. Jean de Griffenberg, priore di Parigi, e Jean Tirelle, priore di Bourgfontaine, si recarono a Pisa. Appena arrivati, Maconi andò a cercarli e offrì loro immediatamente le sue dimissioni. 
Bonifacio Ferrer, priore della Grande Chartreuse e priore generale dei certosini clementini, si recò personalmente al concilio e, su richiesta dei due deputati, presentò loro per iscritto anche la sua rinuncia alla carica di generale in nome della pace e dell'unione. Maconi, non appena la sua presenza non fu più necessaria a Pisa, andò a Strasburgo e lì convocò un'assemblea dei suoi principali priori e di alcuni priori francesi. 
Esaminarono insieme la questione e, avendo trovato un accordo totale, Maconi partì per la Grande Chartreuse, dove giunse qualche giorno prima del Capitolo generale e si chiuse nella sua cella per due giorni senza avere contatti. Il 21 aprile 1410, il capitolo tenne una sessione straordinaria. Il padre Scriba lesse la rinuncia di Bonifacio Ferrier, Maconi si presentò all'assemblea e annunciò le sue dimissioni dal suo incarico. Subito i Definitori si riunirono per eleggere un priore generale; Maconi rifiutò, temendo che la sua partecipazione al voto avrebbe causato qualche difficoltà in seguito.
Fu importante il suo contributo al Processo castellano, raccolta di testimonianze su Caterina da Siena commissionato dalla Santa Sede, redatto assieme a Tommaso Caffarini. Tradusse in volgare la Legenda minor della santa ed altri scritti.
Divenne nuovamente priore di Pontignano, visitatore nella provincia di Lombardia e vicario in Italia del priore generale, dal 1410 al 1413, poi priore di Pavia, nel 1411, fino al 1421. Dopo questa data continuò a vivere nella certosa di Pavia dove morì il 7 agosto 1424.

## Scritti
- Lettere al padre Guillaume Raynaldi (1401)[1]
- Lettere a padre Bonifacio Ferrer (1409)
- Dialogo della divina provvidenza di santa Caterina (traduzione erroneamente attribuita a Raimondo da Lipsia)[1]
- Legenda Minor, traduzione dal latino in lingua volgare della leggenda agiografica di Caterina da Siena ad opera di Tommaso Caffarini.
- Lettere a Caterina